# Txaplinka
Txaplinka (en ucraïnès i en rus Чаплинка) és una vila de l'óblast de Kherson, Ucraïna, actualment sota control de Rússia. El 2021 tenia 9.539 habitants.
Fins al 18 de juliol de 2020, Txaplinka era el centre administratiu del districte de Txaplinka. Aquest districte quedà abolit el juliol de 2020 com a part de la reforma administrativa d'Ucraïna, que pretenia reduir el nombre de districtes de l'óblast de Kherson a només cinc. L'àrea del districte de Txaplinka quedà integrada dins del districte de Kakhovka.